# Kim Kaller
Kim-Corina Kaller (* 6. Juni 1987) ist eine ehemalige deutsche Fußballspielerin.

## Karriere
Nach Stationen in den Jugendmannschaften des 1. FC Normannia Gmünd, des FV Vorwärts Faurndau und des 1. FC Eislingen wechselte Kaller zu Beginn der Saison 2008/09 von der unterklassigen TSG Abtsgmünd zum Bundesligisten TSV Crailsheim und wurde dort auf Anhieb Stammtorhüterin. Ihr erstes Bundesligaspiel bestritt sie am 7. September 2008 bei einer 0:3-Heimniederlage gegen den SC Freiburg. Nach der Saison 2012/13 beendete Kaller ihre Karriere zunächst, spielte aber in der Rückrunde der Saison 2013/14 beim Oberliganeuling SV Jungingen.

## Persönliches
Kaller machte eine Ausbildung zur Textilreinigerin.